# Abrothrix olivacea markhami
Abrothrix olivacea markhami, también denominada Wellington Akodont o Markham's Grass Mouse, es una subespecie del roedor nativo de Sudamérica Abrothrix olivaceus. Su hábitat es la isla Wellington y el Campo de Hielo Patagónico Sur en el sur de Chile-Argentina. Fue identificado como una especie válida, pero presenta parentesco con otras especies reconocidas de A. olivacea.